# Strangulation Blues
«Strangulation Blues» (с англ. — «блюз удушения») — французский короткометражный чёрно-белый художественный фильм 1980 года, снятый режиссёром Леосом Караксом по собственному сценарию и принёсший ему первое признание. Это первый законченный фильм Каракса, снятый им в 1979 году в возрасте 19 лет; его предыдущая работа 1977 года (фр. La Fille Rêvée) не была доведена до конца.

## Сюжет
Париж, «очень парижская, а не американская ночь» (как сообщает закадровый голос). Молодой человек по имени Поль садится в машину и едет по городу, по дороге он видит, как соседнюю с ним машину расстреливают из кузова грузовика из автоматов. Поль приезжает к своей подруге Колетт, которая сидит и печатает на машинке. Она спрашивает, почему он пропадал целый месяц. Поль сначала говорит ей, что встретил секс-символ и улетел с ней в Гонолулу, но потом признаётся, что шутит и рассказывает девушке, что писал сценарий и должен был побыть один. В сценарии говорится о человеке, который написал сценарий и отнёс его в Центр кинематографии, но по нему не стали снимать фильм и сценарист застрелился.
Закадровый голос рассказывает, что Поль и Колетт вместе учились в школе, но не обращали друг на друга внимания, пока на выпускной фотографии фотограф не поставил их рядом по росту, и тогда все заметили, что они идеальная пара, и сами они полюбили друг друга.
Позже, когда Поль лежит рядом со спящей Колетт, в своём внутреннем монологе он вспоминает знакомого, который обмывает тела в морге и иногда видит там красивых девушек. Он говорит также, что чувствует, что родился для реализации своих амбиций, а не для любви, и что хотя Колетт любит его, но не вдохновляет его на творчество, «ни на единый кадр». Далее он рассуждает о том, что у него было ощущение, что он смотрит в стену, но затем он почувствовал желание посмотреть вниз, заглянуть в бездну. С этими словами он кладёт руку на горло девушки и душит её. (Звучит песня Жака Дютрона «Comment elles dorment».) На рассвете Поль просыпается и в ужасе обнаруживает, что задушил Колетт и снова уснул, при этом у него до сих пор болит рука, которая её душила. Он одевается и уезжает. Колетт просыпается, потирает шею и ищет Поля, но видит в окне только удаляющийся автомобиль. Поль едет по шоссе, но посреди дороги останавливает машину со словами «Снято!» (фр. Coupé!) и закрывает глаза.
Фильм завершается титром «Конец всего» (фр. FIN du tout).

## В ролях
| Актёр             | Роль   |
| ----------------- | ------ |
| Эрик Фрай         | Поль   |
| Анн Петит-Лагранж | Колетт |

## Отзывы
Исследователи отмечали, что в первом фильме Каракса заметны мотивы его последующего творчества, в том числе взаимосвязь случайности и судьбы в виде случайной встречи. Париж, как и в последующих трёх фильмах режиссёра, предстаёт в виде опустошённого «сновещательного» (oneiric) пространства. Кроме того, бормотание закадрового голоса иногда остаётся за пределами восприятия, как бы дополняя недостаток осмысленности у последовательности немотивированных событий, показываемых в кадре.
Рассматривая фильм Каракса 2021 года «Аннетт», Антон Долин отмечает, что в нём «Каракс показывает не столько эволюцию провокационного художника, который на наших глазах превращается в убийцу, — он убедительно демонстрирует, как одно сочетается с другим», при этом этот сюжет встречался и в более ранних фильмах режиссёра, а «начиналось всё с „Блюза удушения“, герой которого душил во сне свою возлюбленную».

## Награды
Фильм получил гран-при на международном кинофестивале «Молодое кино» в Йере (фр. Festival international du jeune cinéma de Hyères) за 1981 год.
Он также участвовал в конкурсе Международного фестиваля короткометражного кино в Клермон-Ферране 1981 года.